# Dracunculus medinensis
Gvinejski crv ili Dracunculus medinensis je tkivni parazit iz grupe nematoda. Raširen je u mnogim delovima Azije (Indija, Arapsko poluostrvo) i ekvatorijalna zapadna i centralne Afrika. Pretežno u područjima sa izvorima slatke pijaće vode. Ovaj crv godišnje izazove razboljevanje 5 do 10 miliona ljudi. Gvinekjski crv u svom razvojnom ciklusu ima dva domaćina - čoveka i slatkovodnog račića iz roda Cyclops. Bolest uzrokuje ženka.

## Istorija
Dracunculus medinensis (mali zmaj iz Medine) opisan je u Egiptu još u 15. veku p. n. e. i možda je bio „vatrena zmija" Izraelci su ga opisanli u Bibliji.
Sredinom 19. veka otkriveno je da je nemetoda Camallanus lacustris, ta koja inficira slatkovodne ribe. To je dovelo do otkrića 1870. godine od strane ruskog prirodnjaka Alekseja Fedčenka putevi prenošenja Dracunculus medinensis.
Naziv drakunkulijaza za bolest izazvanu ovim crvom, izvedena je iz latinskog kao „povreda izazvana malim zmajevima ", dok se naziv „gvinejski crv" pojavio nakon što su Evropljani videli bolest na gvinejskoj obali zapadne Afrike u 17. veku.

## Životni ciklus
Životni ciklus gvinejskog crva odvija se na sledeći način način: 
- Čovek se zarazi pijući vodu u kojoj se nalazi mali slatkovodni račić iz roda Cyclops u kojem se nalazi larva D. medinensis. Račić ugine u želucu, a iz njega izađu larve koje se probiju u retroperitoneum trbuha u kome sazrevaju u odrasle jedinke (ženka dugačka 50 do 120 cm, a mužjak mnogo kraće).
- Potom se pare nakon čega mužjak ugine, a ženka migrira u potkožno tkivo, obično u donje udove. Trudna ženka uzrokuje nakon oko godinu dana od početka infekcije stvaranje čvorića i ulkusa na površini kože.
- Kad kožni ulkus dođe u dodir sa slatkom vodom, iz uterusa ženke izlaze larve koje u vodi pronađu račića i u njemu završavaju svoj razvojni stadijum. Kad trudna ženka ispusti iz sebe sve larve, povlači se dublje u tkivo i u njemu ugine.
- Životni ciklus počinje iznova kada se zagađenom pitkom vodom zaraze ljudi larvama trećeg stepena.

## Klinička slika i lečenje
Klinička slika drakunkulijaze manifestuje se tek u onom momentu kada počne ženka da stvara čvorić u koži nogu koji ulceriraju. Na tom mestu javlja se bol i nastaje otok, a može doći i do sekundarne bakterijske infekcije.

## Terapija
U lečenju je važno odstraniti parazita što je moguće u ranijim fazama bolesti. Protiv bolesti ne postoji lek ni vakcina. Crv se može polako ukloniti tokom nekoliko nedelja namotavanjem na štapić. Danas se to obično radi na savremeniji način hirurškim putem.
Čirevi koje formira crv kroz koji izlazi mogu se zaraziti bakterijama. Bol može trajati nekoliko meseci dok se crv ne ukloni.
U lečenju se koristi i mebendazol. 

## Endemske zemlje
Sa trenutnom kampanjom iskorjenjivanja (eradikacije), područja u kojim vlada drakunkulijaza se smanjuju. 
- Početkom 1980-ih, bolest je bila endemična u Pakistanu, Jemenu i 17 zemalja u Africi sa ukupno 3,5 miliona slučajeva godišnje.
- Godine 1985, 3,5 miliona slučajeva je još uvek prijavljivano godišnje.
- Od 2008. broj jprijavljenih slučajeva je pao na 5.000. Ovaj broj je dalje pao na 1.058 u 2011. godine
- Na kraju 2015. Južni Sudan, Mali, Etiopija i Čad su još uvijek imali endemske transmisije.
- Već dugi niz godina glavni fokus je bio Južni Sudan (nakon 2011, ranije južni region Sudana), koji je prijavio 76% svih slučajeva u 2013. godini.

| Godina | Južni Sudan | Mali | Etiopija | Čad | Angola | Ukupno       |
| ------ | ----------- | ---- | -------- | --- | ------ | ------------ |
| Godina |             |      |          |     |        | Ukupno       |
| 2011   | 1,028       | 12   | 8        | 10  | 0      | 1058         |
| 2012   | 521         | 7    | 4        | 10  | 0      | 542          |
| 2013   | 113         | 11   | 7        | 14  | 0      | 148          |
| 2014   | 70          | 40   | 3        | 13  | 0      | 126          |
| 2015   | 5           | 5    | 3        | 9   | 0      | 22           |
| 2016   | 6           | 0    | 3        | 16  | 0      | 25           |
| 2017   | 0           | 0    | 15       | 15  | 0      | 30           |
| 2018   | 7           | 0    | 0        | 11  | 1      | 19 Jan-Sept. |

## Prevencija
Prevencija širenja drakunkuloze sprovodi se:
- ranim otkrivanjem bolesti,
- edukacijom stanovništva, koje se obučava da zaraženim osobama ne dozvoli da stavi ranu u vodu za piće.
- upotrebom zdrave vode za piće, odnosno prokuvavanjem i filtracijom vode za piće, pre njene upotrebe.
- kupanjemi pranje rublja u posebnoj vodi, koja se zatim tretiraa hemikalijama koja uništavaju račića (ili ubacivanjem u tu vodu riba koje se hrane tim račićem).

Primena svih napred navedenih mera zajedno dovelo do znatne redukcije ove infekcije u svetu. 

## Literatura
- Smilja Kalenić i suradnici: Medicinska mikrobiologija, Medicinska naklada, Zagreb . 2013. ISBN 978-953-176-636-4. Недостаје или је празан параметар |title= (помоћ)

## Spoljašnje veze
- „Donors Commit $240 Million to Fight Neglected Diseases”. Архивирано из оригинала 4. 4. 2014. г. Приступљено 31. 12. 2018.
- How to Slay a Dragon Архивирано на веб-сајту  (22. септембар 2020) – documentary by Clifford Bestall, broadcast on Al Jazeera English, Spring 2014 (video, 47 min.)

|  | Molimo Vas, obratite pažnju na važno upozorenje u vezi sa temama iz oblasti medicine (zdravlja). |